# Condado de Preston
O Condado de Preston é um dos 55 condados do estado norte-americano da Virgínia Ocidental. A sede do condado é Kingwood, que é também a sua maior cidade. O condado tem uma área de 1686 km² (dos quais 13 km² estão cobertos por água), uma população de 29 334 habitantes, e uma densidade populacional de 17 hab/km² (segundo o censo nacional de 2000). O condado foi fundado em 1818 e recebeu o seu nome como homenagem ao governador da Virgínia James Patton Preston (1774–1843).
O limite norte deste condado assenta sobre a linha Mason-Dixon.